# Colégio Santo Américo
O Colégio Santo Américo é uma instituição católica de ensino privado fundada por beneditinos húngaros provindos da Abadia de Pannonhalma, localizada no Jardim Colombo, Zona Oeste de São Paulo. O colégio tem em sua grade os ensinos infantil, fundamental I e II e o ensino médio. Está localizado no mesmo complexo do Museu da Abadia São Geraldo.

## Nome
O nome Santo Américo foi uma homenagem para um príncipe húngaro que foi aluno pelo monge beneditino São Geraldo durante 8 anos. Santo Américo é considerado o santo protetor dos alunos dos colégios beneditinos.

## História
O Colégio Santo Américo foi fundado por monges beneditinos húngaros de Abadia de Pannonhalma em 27 de fevereiro de 1951, na Rua Imaculada Conceição, nº 71, em Santa Cecília.
Devido ao crescimento da comunidade monástica em São Paulo e consequentemente uma grande demanda por vagas no colégio, em 1963, o Mosteiro São Geraldo se transferiu para a atual localização no Jardim Colombo, se instalando em um terreno de 64 mil m².
No ENEM de 2012, foi uma das 10 escolas da cidade de São Paulo com a melhor média de notas.